# Székely Marcell
Székely Marcell, született Stern Marcell (Temesvár, 1872. június 18. – Budapest, Terézváros, 1949. július 7.) zsidó származású magyar építész, több pesti késő szecessziós és premodern bérház, valamint ipari építmény tervezője.

## Élete és munkássága
Stern Ignác vegyeskereskedő és Silberstein Jozefin fiaként született. Nemcsak építtetője és tervezője volt a Király utca 108. sz. alatti bérháznak, hanem itt is lakott az 1910-es években feleségével, Wechsler Máriával és családjával. Egyik fia, István híres filmrendező lett Berlinben, Budapesten és Amerikában, másik fia, László ismert dalszövegíró Párizsban, lánya Lili pedig színésznő. Az Ernst Múzeum építészeti munkálataiban is megemlítik a nevét. 
Elsősorban késő szecessziós és premodern stílusú bérházak tervezése fűződik a nevéhez. A Király u. 108. számú háznak építtetője, tervezője és kivitelezője is volt. A Rejtő Jenő utcai házában az 1910-es években családjával lakott is.
A Kozma utcai izraelita temetőben nyugszik.

## Tervezései
- 1898: lakóház, Budapest, Dohány u. 86.[6]
- 1898–1900: lakóház, Budapest VII. kerülete, Szövetség (ma Rejtő Jenő) u. 6.[7][5]
- 1905–1910: A Kőbányai Sörgyár épületegyüttese, Budapest – helyreállítva előzetes védelem alá került, eredetileg valószínűleg az ő és Mocsányi Károly tervei alapján
- 1911: lakóház, Budapest VII. kerülete, Király u. 108.[8][5]
- 1914: lakóház, Budapest VII. kerülete, Damjanich u. 26/B[9]

## Külső hivatkozások
- Közjegyzői okirat, 1918
- Közjegyzői okirat, 1920